# 297
297（二百九十七、にひゃくきゅうじゅうなな）は自然数、また整数において、296の次で298の前の自然数である。

## 性質
- 297は合成数であり、約数は 1, 3, 9, 11, 27, 33, 99, 297 である。
  - 約数の和は480。
- 6番目のカプレカ数であり、2972 = 88209 、88 + 209 = 297 となる。1つ前は99、次は703。
- 1～19までの約数の和である。1つ前は277、次は339。
- 各位の和が18になる6番目の数である。1つ前は288、次は369。
- 各位の積が各位の和の7倍になる2番目の数である。1つ前は279、次は357。(オンライン整数列大辞典の数列 A062384)
- 297 = 12 + 102 + 142 = 22 + 22 + 172 = 32 + 122 + 122 = 42 + 52 + 162 = 62 + 62 + 152 = 82 + 82 + 132
  - 3つの平方数の和6通りで表せる2番目の数である。1つ前は209、次は306。(オンライン整数列大辞典の数列 A025326)
  - 297 = 12 + 102 + 142 = 42 + 52 + 162
    - 異なる3つの平方数の和2通りで表せる53番目の数である。1つ前は296、次は301。(オンライン整数列大辞典の数列 A025340)
- 297 = 33 + 33 + 33 + 63
  - 4つの正の数の立方数の和で表せる68番目の数である。1つ前は296、次は304。(オンライン整数列大辞典の数列 A003327)
- 297 = 11 × 33
  - n = 3 のときの 11 × 3n の値とみたとき1つ前は99、次は891。(オンライン整数列大辞典の数列 A120354)
  - p3 × q の形で表せる16番目の数である。1つ前は296、次は328。(オンライン整数列大辞典の数列 A065036)
- 3桁以上の数で最大桁と最小桁で作る数で元の数を割り切れる36番目の数である。1つ前は286、次は300。(オンライン整数列大辞典の数列 A108343)
例．297 ÷ 27 = 11
  - 29…97 の形の数はすべて27の倍数である。(例．29…97 = 11…11 × 27)
- 297 = 192 − 64
  - n = 19 のときの n2 − 64 の値とみたとき1つ前は260、次は336。(オンライン整数列大辞典の数列 A098849)
- 297 = 212 − 144
  - n = 21 のときの n2 − 122 の値とみたとき1つ前は256、次は340。(オンライン整数列大辞典の数列 A132766)

## その他 297 に関連すること
- 国際電話番号の297は、アルバ。
- フラー (USS Fuller, DD-297) は、アメリカ海軍の駆逐艦。
- リング (USS Ling, SS/AGSS/IXSS-297) は、アメリカ海軍の潜水艦。